# Janet Napolitano

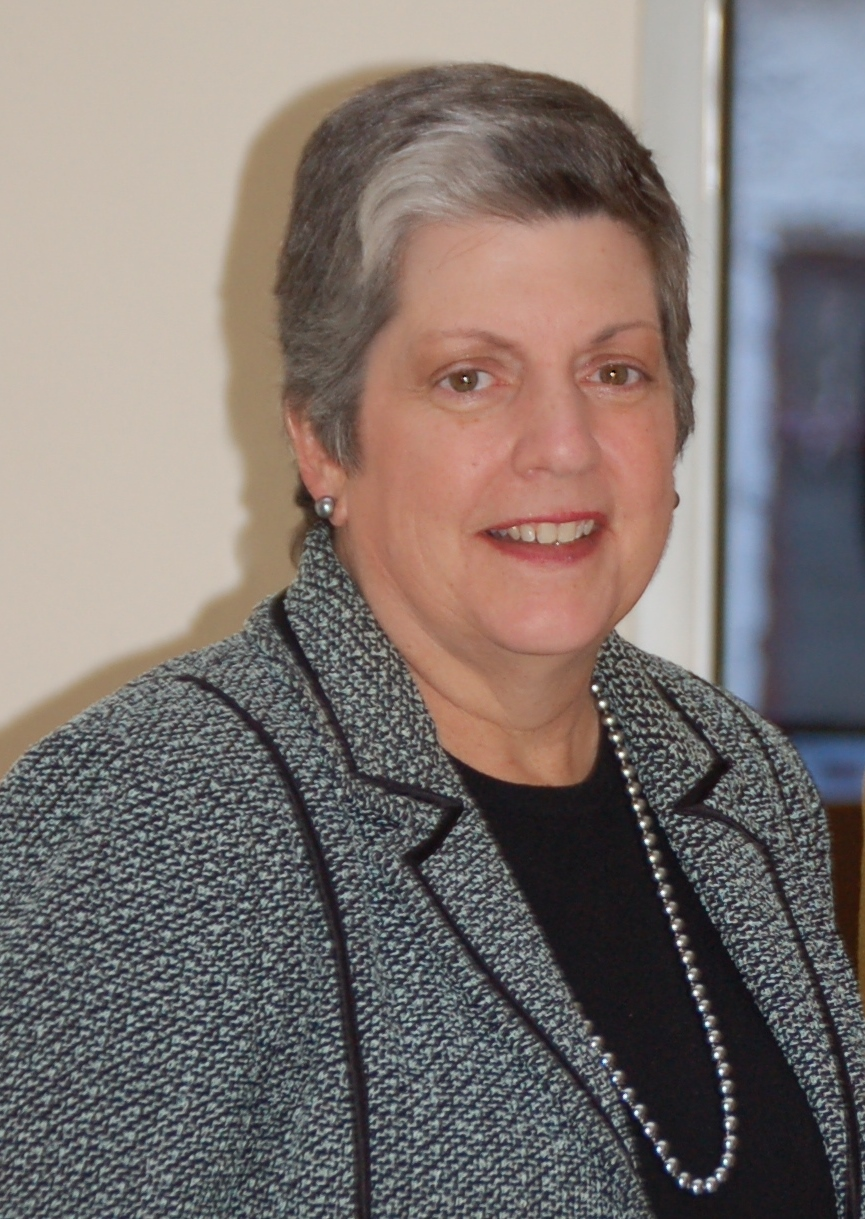
Janet Napolitano (2011)

Janet A. Napolitano (* 29. November 1957 in New York City) ist eine US-amerikanische Politikerin der Demokratischen Partei. Von Januar 2003 bis Januar 2009 war sie Gouverneurin des Bundesstaates Arizona; im Anschluss übte sie von Januar 2009 bis September 2013 das Amt der Ministerin für Innere Sicherheit im Kabinett von Präsident Barack Obama aus. Von 2013 bis 2020 war sie Präsidentin des University-of-California-Systems.

## Leben und Wirken
Janet Napolitano wurde in New York als Kind einer methodistischen Familie geboren. Sie wuchs in Pittsburgh, Pennsylvania und Albuquerque, New Mexico, auf. Nach dem Abschluss an der Sandia High School in Albuquerque studierte sie an der Santa Clara University Politikwissenschaften. Nach diesem Studium war sie Mitarbeiterin des United States Senate Committee on the Budget und besuchte an der University of Virginia die School of Law.
1998 wurde sie zum Attorney General von Arizona gewählt; zuvor hatte sie seit 1993 als Bundesstaatsanwältin in diesem Staat fungiert. 1999 wurde ihr Name auch in Deutschland ein Begriff, als sie sich, trotz erwiesener Verletzung des Völkerrechts (in diesem Fall „Wiener Übereinkommen über konsularische Beziehungen“), für die Hinrichtung der beiden deutschen Brüder Karl und Walter LaGrand einsetzte. Gnadengesuche der Bundesregierung sowie eine einstweilige Verfügung des Internationalen Gerichtshofes und Aufrufe der UN änderten ihre Meinung nicht. Die Hinrichtungen fanden im Februar und März 1999 statt.
Im Jahr 2002 gewann sie die Wahl zur Gouverneurin von Arizona gegen den Republikaner Matt Salmon; am 7. November 2006 wurde sie in dieses Amt wiedergewählt, indem sie ihren Herausforderer Len Munsil besiegte. Sie war nach Rose Mofford und ihrer direkten Vorgängerin Jane Dee Hull die dritte Frau in diesem Amt.
Während ihrer Amtszeit gab es eine Hinrichtung in Arizona im Jahre 2007. Vor und nach ihrer Amtszeit gab es in Arizona deutlich mehr Hinrichtungen.
Nach dem Sieg von Barack Obama bei den US-Präsidentschaftswahlen 2008 wurde sie für das Amt der Ministerin für Innere Sicherheit nominiert. Am 20. Januar 2009, dem Tag von Obamas Amtsübernahme, wurde Napolitanos Ernennung vom Senat per Akklamation bestätigt.
Am 16. März 2009 besuchte sie als erstes Kabinettsmitglied der Obama-Regierung Deutschland und unterzeichnete in Berlin mit der Bundesministerin für Bildung und Forschung, Annette Schavan, das erste Regierungsabkommen der Obama-Regierung mit der Bundesregierung.
Am 12. Juli 2013 gab Janet Napolitano bekannt, dass sie ihr Ministeramt niederlege, um Präsident der University of California zu werden. Napolitano vollzog den Rücktritt am 6. September desselben Jahres; nach Eintreten der Vakanz übernahm ihr bisheriger Stellvertreter Rand Beers kommissarisch die Leitung des Ministeriums. Napolitano übernahm am selben Tag die Funktion des Präsidenten des University-of-California-Systems. Dieses Amt übte sie bis 2020 aus. Seit 2020 ist sie Professor an der Goldman School of Public Policy der University of California, Berkeley.
2015 wurde Napolitano in die American Academy of Arts and Sciences gewählt, 2018 in die American Philosophical Society.